# (6974) Solti
Pour les articles homonymes, voir Solti.
(6974) Solti est un astéroïde de la ceinture principale.

## Description
(6974) Solti est un astéroïde de la ceinture principale. Il fut découvert le 27 juin 1992 à l'Observatoire Palomar par Henry E. Holt. Il présente une orbite caractérisée par un demi-grand axe de 2,60 UA, une excentricité de 0,14 et une inclinaison de 15,8° par rapport à l'écliptique.
Cet astéroïde est nommé en l'honneur du chef d'orchestre Georg Solti (1912-1997).

## Satellite
Un satellite lui est découvert en 2024.

## Compléments